# Джэксон (приход)
Джэ́ксон (англ. Jackson Parish, фр. Paroisse de Jackson) — приход в штате Луизиана, США. Официально образован в 1845 году. По состоянию на 2010 год, численность населения составляла 16 274 человека. Назван в честь седьмого президента США Эндрю Джексона.

## География
По данным Бюро переписи США, общая площадь прихода равняется 1 502,202 км2, из которых 1 473,711 км2 — суша, и 28,490 км2, или 1,900 %, — это водоёмы.

## Население
По данным переписи населения 2000 года на территории прихода проживает 15 397 жителей в составе 6 086 домашних хозяйств и 4 302 семьи. Плотность населения составляет 10,00 человек на км2. На территории прихода насчитывается 7 338 жилых строений, при плотности застройки около 5,00-ти строений на км2. Расовый состав населения: белые — 71,01 %, афроамериканцы — 27,87 %, коренные американцы (индейцы) — 0,29 %, азиаты — 0,21 %, гавайцы — 0,01 %, представители других рас — 0,24 %, представители двух или более рас — 0,37 %. Испаноязычные составляли 0,61 % населения независимо от расы.
В составе 31,70 % из общего числа домашних хозяйств проживают дети в возрасте до 18 лет, 52,80 % домашних хозяйств представляют собой супружеские пары, проживающие вместе, 14,40 % домашних хозяйств представляют собой одиноких женщин без супруга, 29,30 % домашних хозяйств не имеют отношения к семьям, 27,00 % домашних хозяйств состоят из одного человека, 13,50 % домашних хозяйств состоят из престарелых (65 лет и старше), проживающих в одиночестве. Средний размер домашнего хозяйства составляет 2,48 человека, и средний размер семьи 3,01 человека.
Возрастной состав прихода: 0,00 % моложе 18 лет, 0,00 % от 18 до 24, 0,00 % от 25 до 44, 0,00 % от 45 до 64 и 0,00 % от 65 и старше. Средний возраст жителя прихода 38 лет. На каждые 100 женщин приходится 91,40 мужчин. На каждые 100 женщин старше 18 лет приходится 87,50 мужчин.
Средний доход на домохозяйство прихода составлял 28 352 USD, на семью — 36 317 USD. Среднестатистический заработок мужчины был 31 977 USD против 19 992 USD для женщины. Доход на душу населения составлял 15 354 USD. Около 16,00 % семей и 19,80 % общего населения находились ниже черты бедности, в том числе — 26,30 % молодёжи (тех, кому ещё не исполнилось 18 лет) и 15,80 % тех, кому было уже больше 65 лет.